# Слави Боянов
Слави Иванов Боянов е български философ, професор в Софийския университет и БАН, писател, хуманист и един от първите български дисиденти.

## Биография
Роден е на 25 февруари 1915 г., в Брацигово, Семейството му имигрира в България от село Горно Броди. Семейството е много бедно, с 5 деца.
Слави Боянов възприема комунистическите идеи. Завършва специалност Философия в Софийския университет през 1941 г. при проф. Димитър Михалчев. Във връзка с неговата комунистическа дейност младежът е интерниран през периода 1943 – 1944 г. в концентрационен лагер в Гърция – Еникьой.
По време на следването във Франция се сближава с руския философ Николай Бердяев.
След завръщането си в България през 1949 г. Слави Боянов е назначен във Философския факултет на Софийския университет. Скоро той става известен като високо ерудиран и любим преподавател, а между неговите студенти са личности като философa Асен Игнатов, Желю Желев (първия демократично избран президент на България), и др. Слави Боянов става професор.
Слави Боянов описва тоталитаризма в книга, издадена по-късно под заглавие „Защита на човешката личност“ (1997 г.). Той прекарва няколко месеца в затвора. 20-ият конгрес на КПСС Никита Хрушчов разкрива култа към Сталин довежда до „омекотяване“ на комунистическия режим. Властите освобождават Слави Боянов от затвора, но не му дават работа в продължение на повече от три години. По-късно става директор на малкия музей „Николай Хрелков“ в село Горна баня, където работи дълги години (1959-1971). Слави Боянов написва философско-историческия роман „Светлини от кладата“ (1966), издаван три пъти. В него той разказва живота на ренесансовия философ Джордано Бруно.
Позволено му е да се върне към академичните си философски занимания през 1971 г., когато е избран за ст.н.с. II ст. в Института по философия при БАН. Чел е лекционните курсове „История на философията от Възраждането до ХIХ век“ (1951-56; 1972-80) и „Хуманизъм и литература“ (1978-82) в Софийския държавен университет. Издава няколко книги върху живота и идеите на ключови европейски философи до XIX век. Част е от общността на инакомислещите интелектуалци, като художника Георги Павлов (Павлето) и кръг от писатели. Пише стихотворения, непубликувани пиеси за театър, есета, рисува няколко картини.
През 1988 г. Слави Боянов емигрира от България във Франция заедно със семейството си – съпруга и двама сина, където работи активно (първоначално 3 години в Амиен, а по-късно – в Париж): издава философски и художествени книги до 94-годишна възраст.
Умира на 96 години на 7 март 2011 г. в Париж.

### На български език
- Йонийската натурфилософия като начало на науката. Изд. „Наука и изкуство“,
- Светлини от кладата. Джордано Бруно (Исторически роман). Изд. „Народна младеж“, София, 1966, 363 стр.
  - Второ издание, Изд. „Наука и изкуство“, София, 1985, 267 стр.
- Философията на Джордано Бруно. Издателство на БАН, София, 1969,
- 178 стр.
- Велики немски мислители: Кант, Фихте, Шелинг, Хегел. Изд. „Народна младеж“, София, 1975, 230 стр.
- Хуманизъм и духовни ценности. Издателство на БАН, София, 1976
- Хуманизъм в Западноевропейския Ренесанс: Италия и Франция. Партиздат, София, 1980
- Жреци на човешкия дух. Изд. „Народна просвета“, София, 1986
- Неугасващи устреми. Разкази за бележити личности. Изд. „Отечество“, София, 1987, 184 стр.
- Защита на човешката личност. Изд. „Фама“, София, 1997, 236 стр. (Предговор – проф. Асен Игнатов)
- Лунна пътека. Изд. „Христо Ботев“, София, 1998
- Отблясъци и разумения. Изд. „Христо Ботев“, София, 1998, 80 стр.
- При изгрева на дните (роман за детството). Изд. „Работилница за книжнина Васил Стоилов“, София, 2008

### На френски език
- 2003, L'Humanisme ou la grande espérance. Éditions L'Age d'Homme, Paris: France ISBN 978-2-8251-1690-6
- 2007, Les lueurs du bucher (Giordano Bruno). Éditions Theles, Paris: France ISBN 978-2-84776-697-4